# Aeródromo Corte Alto
El Aeródromo Corte Alto (OACI: SCPR) es un terminal aéreo ubicado junto a la localidad de Purranque, Provincia de Osorno, Región de Los Lagos, Chile. Este aeródromo es de carácter público.